# Exechia unimaculata
Exechia unimaculata är en tvåvingeart som först beskrevs av Zetterstedt 1860.  Exechia unimaculata ingår i släktet Exechia och familjen svampmyggor. Arten är reproducerande i Sverige. Inga underarter finns listade i Catalogue of Life.